# Symphylella pusilla
Symphylella pusilla är en mångfotingart som först beskrevs av Hansen 1903.  Symphylella pusilla ingår i släktet findvärgfotingar, och familjen slankdvärgfotingar. Inga underarter finns listade i Catalogue of Life.